# Piliscsaba
Piliscsaba è un comune dell'Ungheria di 8.381 abitanti (dati 2011) situato nella contea di Pest, nell'Ungheria settentrionale, sui Monti Pilis, colline alte circa 400 metri.

## Amministrazione

### Gemellaggi
- Möckmühl, Germania
- Veľký Lapáš, Slovacchia
- Cherasco, Italia
- Valea Seacă, Romania